# 飯綱町役場
飯綱町役場（いいづなまちやくば）は、日本の地方公共団体である長野県上水内郡飯綱町の執行機関としての事務を行う施設（役場）である。

## 業務時間
- 午前8時30分から午後5時15分まで
- 休日：土曜日、日曜日、祝祭日、年末年始

## 庁舎

### 牟礼庁舎
所在地
〒389-1293
住所：長野県上水内郡飯綱町大字牟礼2795番地1
牟礼庁舎
| 階 | 概要                                                                   |
| -- | ---------------------------------------------------------------------- |
| 2F | 議会事務局                                                             |
| 1F | 総務課（総務係）、住民環境課、保健福祉課、税務会計課、教育委員会事務局 |
飯綱福祉センター
| 階 | 概要                                           |
| -- | ---------------------------------------------- |
| 1F | 総務課（財政係）、企画課、地域包括支援センター |

### 三水庁舎
所在地
〒389-1294
住所：長野県上水内郡飯綱町大字芋川160番地
| 階 | 概要                                     |
| -- | ---------------------------------------- |
| 1F | 産業観光課、建設水道課、農業委員会事務局 |

## 三水庁舎について
- 2007年（平成19年）7月16日発生の新潟県中越沖地震により町内の芋川地区で震度6強を観測し、同地区内にあった三水庁舎（旧三水村役場）では、壁の亀裂をはじめとした各種の損傷が見られた。この庁舎は1923年（大正12年）建築[1]で、当時、長野県内での現役の庁舎としては最古のもの[2]であったが、老朽化と地震による損傷で倒壊の危険性が指摘され、町議会で議論の結果、芋川地区内の「りんごパークセンター」体育館を執務用のスペースに改造し、現在、三水庁舎として業務を行なっている。

## アクセス
- しなの鉄道牟礼駅から徒歩15分。